# Raymond Lopez
Pour les articles homonymes, voir Lopez.
Raymond Jules Lopez est un architecte et urbaniste français du XXe siècle, né le 12 mai 1904 à Montrouge (actuel département des Hauts-de-Seine) et décédé le 11 février 1966 à Paris (14e arrondissement).

## Biographie
Après des études à l'École nationale supérieure des beaux-arts, il est nommé architecte en chef des bâtiments civils et des palais nationaux. Il fut désigné en 1958 pour travailler au plan d'urbanisme directeur de Paris, inspiré du Plan Voisin. Sa vision de l'urbanisme était de démolir les constructions existantes et de les remplacer par de nouveaux édifices rationnels et structurés, basés essentiellement sur une répartition verticale.
On lui doit le concept d'implanter une tour à Montparnasse ainsi que des destructions de  bâtiments patrimoniaux dans le 13e arrondissement, sur le Front-de-Seine et aux Halles.
Il participe à de nombreux plans d'aménagement de villes telles que Dakar, Nevers, Sainte-Menehould, Saint-Valery-en-Caux et pour la région nantaise. Il entame l'élaboration des projets urbains des Halles et de Maine-Montparnasse. Il est surtout connu pour le plan d'aménagement de la ZUP du Val Fourré à Mantes-la-Jolie.
Il fut professeur à l'École spéciale d'architecture, à l'École nationale des ponts et chaussées puis à l'École polytechnique.

## Principales réalisations

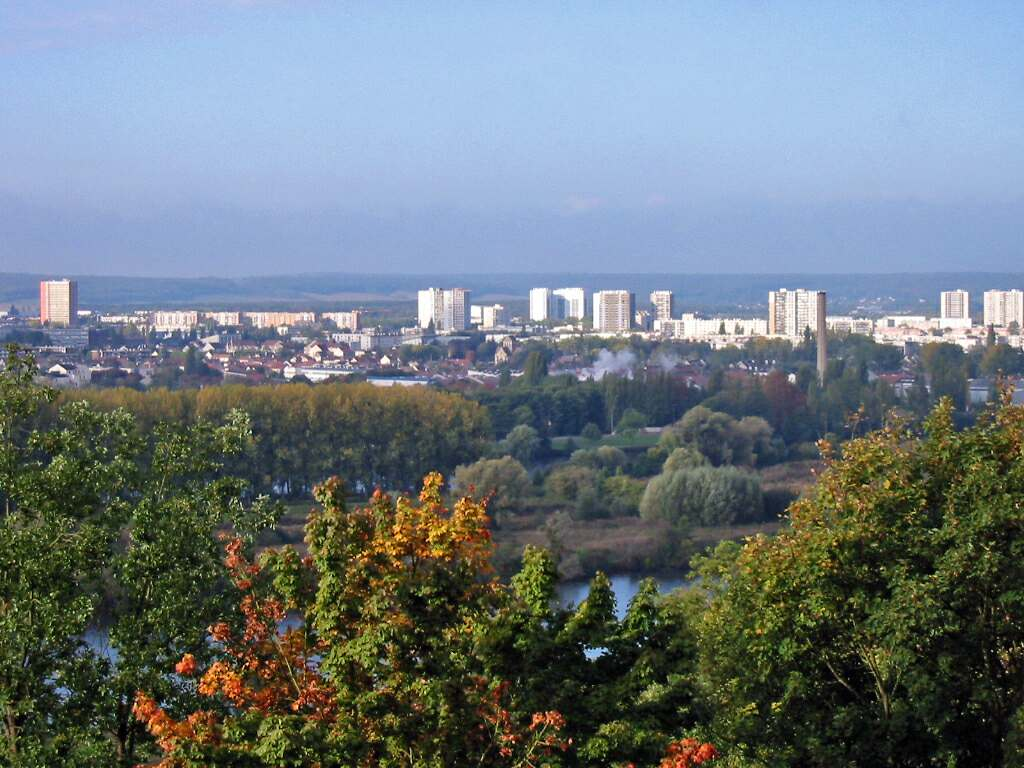
Quartier du Val-Fourré (1959-1966) à Mantes-la-Jolie

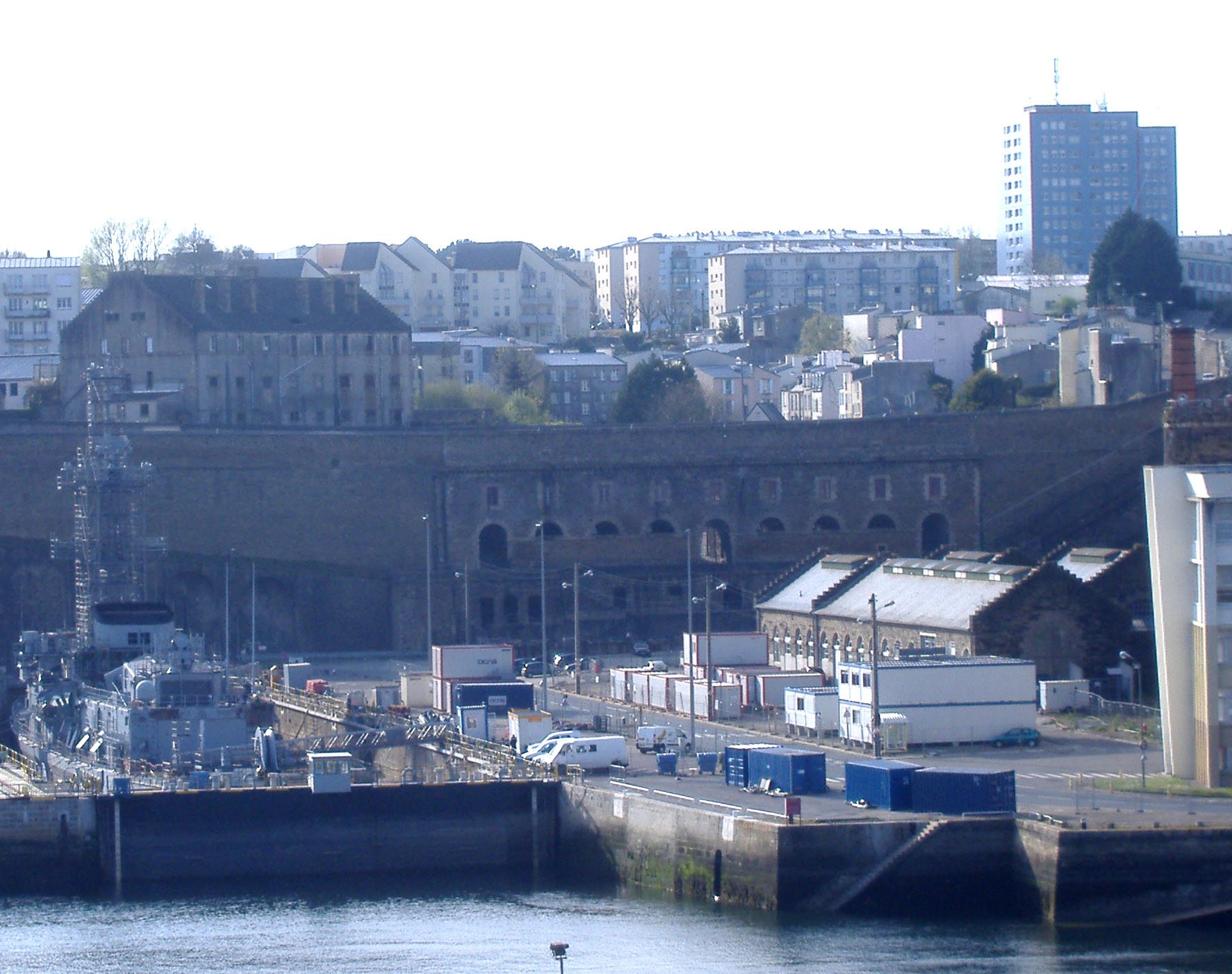
En arrière-plan à droite, les tours sur pilotis de Quéliverzan (1954), aux portes du quartier de Recouvrance à Brest

- 1936 : Hôpital Augustin-Morvan (proche de la Place de la Liberté) à Brest, en collaboration avec Raymond Gravereaux
- 1937 : pavillon de l'architecture privée de l'Exposition internationale (détruit)
- 1948-1951 : siège de la Fédération nationale du bâtiment à Paris (réalisé avec Jean Prouvé et pour lequel ils obtiennent en 1952 le grand prix du Cercle d'études architecturales[6])
- 1952 : Caisse centrale d'allocations familiales, surnommée la tour Lopez, rue Viala dans le 15e arrondissement de Paris (premier mur rideau à structure aluminium suspendue) réhabilitée en 2010[7],[8]
- 1954 : Tours de Quéliverzan, Brest. Tours sur pilotis de style Style international, aux portes du quartier de Recouvrance.
- 1956 : Chapelle Notre-Dame-de-Bon-Port à Saint-Valery-en-Caux en Seine-Maritime.
- 1957 : immeuble d'habitation proche du Tiergarten de Berlin en collaboration avec Eugène Beaudouin
- 1957 : Enquête sur les secteurs insalubres de Paris
- à partir de 1958, Lycée Jean-Rostand (Mantes-la-Jolie). Ce bâtiment, construit en plusieurs phases, est achevé par son fils Rémi Lopez, après la mort de son père.
- 1959-1961 : tour Bois-le-Prêtre, dans le 17e arrondissement de Paris (réhabilitée par Frédéric Druot, Anne Lacaton et Jean-Philippe Vassal de 2007 à 2011 )[9]
- 1959-1966 : plan d'aménagement de la ZAC du Front-de-Seine avec Henry Pottier dans le 15e arrondissement de Paris[10]
- années 1950 : Reconstruction du centre historique de Mantes-la-Jolie
- 1959-1966 : Architecte-urbaniste en chef de la zone à urbaniser en priorité (ZUP) du Val-Fourré à Mantes-la-Jolie : 8300 logements construits[11]
- années 1960 : Résidences Saint-Maclou et Saint-Roch à Mantes-la-Jolie
- 1964 : Bibliothèque municipale de Mantes-la-Jolie